# Голо бърдо – находище на муховидна пчелица
Голо бърдо – находище на муховидна пчелица е защитена местност в България. Намира се в землището на село Червена могила, област Перник.
Защитената местност е с площ 10,62 ha. Обявена е на 8 юни 2012 г. с цел опазване на растителен вид муховидна пчелица (Ophrys insectifera L.) и неговото местообитание.
В защитената местност се забраняват:
- промяна в предназначението и начина на трайно ползване на земята;
- прокарване на пътища за извозване на дървесина и изграждане на временни горски складове;
- палене на огън;
- внасяне на неместни за района растителни видове.